# Drenaje sostenible

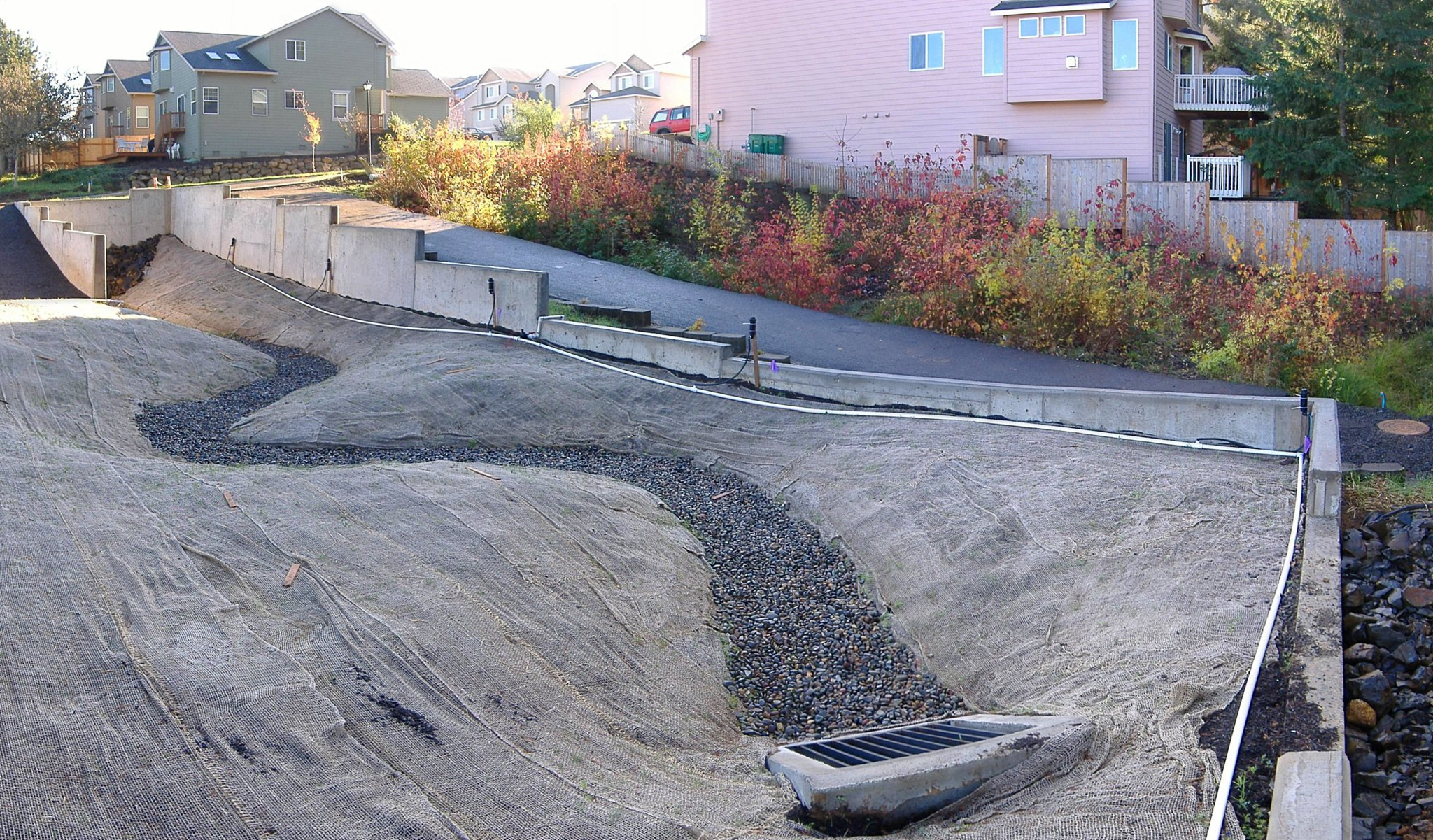
Dos drenajes sostenibles para una urbanización. La del primer plano está en construcción mientras que la del segundo plano está establecida.

Los drenajes sostenibles son elementos del paisaje diseñados para concentrar o eliminar los escombros y la contaminación de las aguas de escorrentía superficial. Consisten en un curso de desagüe de pendiente suave (menos del 6%) y relleno de vegetación, compost y/o ripio.: 19  El camino de flujo del agua, junto con la zanja ancha y poco profunda, está diseñado para maximizar el tiempo que el agua pasa en la zanja, lo que ayuda a la recolección y eliminación de contaminantes, limo y escombros. Los drenajes sostenibles también son beneficiosos en la recarga de aguas subterráneas y son una gran herramienta de mitigación de aguas pluviales. Dependiendo de la topografía del terreno, un drenaje sostenible puede tener una alineación de canal serpenteante o casi recta. La composición de un drenaje sostenible puede estar influenciada por muchas variables diferentes que incluyen: clima, patrones de lluvia, tamaño del sitio, presupuesto y vegetación disponible que puede ser plantada. 
Es importante mantener los drenajes sostenibles para asegurar la mejor eficiencia y efectividad posibles en la eliminación de contaminantes en la evacuación de aguas pluviales. La planificación para estas cosas es un paso importante, que puede incluir la introducción de filtros o rocas grandes para evitar la obstrucción. El mantenimiento anual a través de pruebas de suelo, inspección visual y pruebas mecánicas también son cruciales para la salud de un drenaje sostenible. 
Una aplicación común es alrededor de los estacionamientos, donde la contaminación automotriz substancial se asienta en el pavimento y luego es arrastrada por la primera instancia de lluvia, conocida como la primera descarga. Los drenajes sostenibles, u otro tipo de biofiltro, pueden crearse alrededor de los bordes de los estacionamientos para capturar y tratar la escorrentía de aguas pluviales antes de liberarla a la cuenca o alcantarilla.

## Contaminantes tratados
Los drenajes sostenibles trabajan para eliminar los contaminantes a través de la vegetación y el suelo. A medida que la escorrentía de las aguas pluviales fluye a través de los drenajes sostenibles, los contaminantes son capturados y depositados por las hojas y tallos de las plantas. Los contaminantes entonces entran en el suelo donde se descomponen o pueden ser descompuestos por bacterias en un suelo sano.
Hay varias clases de contaminantes del agua que pueden ser recolectados o detenidos con los drenajes sotenibles. Estos se clasifican en las categorías de limo, contaminantes inorgánicos, productos químicos orgánicos y patógenos.
- Lodo - La forma en que se construyen los drenajes sostenibles y las plantas retrasa el transporte de limo y reduce la turbidez de las aguas receptoras. Se pueden establecer filtros para capturar escombros y limo durante el proceso.
- Orgánicos - Muchos contaminantes orgánicos, incluidos los hidrocarburos aromáticos policíclicos, se volatilizarán o degradarán con el paso del tiempo, y los drenajes sostenibles ralentizan el transporte de estos materiales a las vías fluviales, y antes de que puedan afectar a la vida acuática. Aunque no todo el material orgánico será capturado, la concentración de material orgánico es reducida en gran medida por los drenajes sostenibles.
- Patógenos - están privados de un huésped o de un suministro de nutrientes el tiempo suficiente para que se conviertan en el blanco de un heterótropo.
- Los compuestos inorgánicos comunes son los macronutrientes como los fosfatos y los nitratos. Las principales fuentes de estos nutrientes provienen de la escorrentía agrícola atribuida a la fertilización excesiva. El exceso de fosfatos y nitratos puede causar eutrofización en las zonas de eliminación y en las aguas receptoras. Las plantas específicas de los drenajes ssotenibles absorben estos nutrientes en exceso.
- En las estructuras se concentran compuestos metálicos como mercurio, plomo, cromo, cadmio y otros metales pesados. Desafortunadamente, estos metales envenenan lentamente el suelo circundante. Es necesario eliminar regularmente la suciedad para evitar que los metales se disuelvan y vuelvan a liberarse en el medio ambiente. Algunos drenajes ssotenibles están diseñados para incluir especies de plantas hiperacumuladoras. Estas plantas absorben pero no transforman los metales. Los esquejes de estas plantas a menudo se descomponen de nuevo en el estanque o son podados por los servicios de jardinería que no saben que el abono que están recolectando es venenoso.

## Mejores ubicaciones
Los drenajes sostenibles pueden ser implementadas en áreas que requieren el manejo de aguas pluviales para regular la velocidad de escorrentía y descontaminar la escorrentía. Los drenajes sostenibles se crean para manejar la primera descarga de contaminantes durante el evento de lluvia, por lo tanto, los lugares que tienen áreas altas de superficie impermeable como carreteras, estacionamientos o azoteas pueden beneficiarse de la adición de los drenajes sostenibles. También pueden integrarse en medianas de carreteras, bordillos, aceras o cualquier espacio público.

## Beneficios
Los drenajes sostenibles son un trabajo de desarrollo útil de bajo impacto para disminuir la velocidad de la escorrentía de las aguas pluviales mientras se eliminan los contaminantes de la descarga. Son extremadamente beneficiosos para proteger las aguas superficiales y las vías fluviales locales de la contaminación excesiva de la escorrentía de aguas pluviales. Cuanto más tiempo permanezca la escorrentía dentro de los drenajes sostenibles, mejor será el resultado de la eliminación de contaminantes. También es beneficioso para eliminar los estanques que podrían atraer a los mosquitos. Los drenajes sostenibles también pueden ser diseñados para ser estéticamente agradables y atraer animales y crear hábitats. Los drenajes sostenibles también pueden ser beneficiosas para la recarga de aguas subterráneas.

## Mantenimiento
Un mantenimiento inadecuado puede dar lugar a altos costes de restauración para hacer frente a los drenajes sostenibles ineficientes. Una acumulación de grandes sedimentos, basura y un crecimiento inadecuado de la vegetación pueden afectar la calidad y el rendimiento de los drenajes sostenibles. Es beneficioso en las etapas de planificación separar las servidumbres para permitir un mantenimiento más fácil de los drenajes sostenibles, ya sea un espacio adecuado para ubicar la maquinaria o la seguridad de las personas que trabajan. Se pueden utilizar diferentes tipos de filtros para capturar los sedimentos. Las franjas filtrantes de césped o las entradas de rocas se pueden utilizar para filtrar sedimentos y partículas; sin embargo, sin el mantenimiento adecuado, la escorrentía podría fluir fuera de los drenajes sostenibles debido a la obstrucción. Las entradas estructurales se han vuelto más comunes debido a la facilidad de mantenimiento, uso y su efectividad. Evitando el uso de mantillo flotante y seleccionando las plantas de bajo mantenimiento que mejor se adapten, se asegura una mayor eficiencia en los drenajes sostenibles. Dependiendo de las necesidades de una comunidad para un drenaje sostenible, se puede desarrollar un programa de evaluación de cuatro pasos. La inspección visual, las pruebas de capacidad, la escorrentía sintética y el monitoreo son los cuatro pasos que se pueden utilizar para evaluar el rendimiento y el mantenimiento de los drenajes sostenibles.
Se requiere una inspección de rutina para asegurar que el rendimiento y la estética de los drenajes sostenibles no se vean comprometidas. El tiempo y la frecuencia de las inspecciones varían según los diferentes gobiernos locales, pero deben realizarse al menos una vez al año. Se pueden llevar a cabo varios aspectos de la inspección, ya sea visual o mecánicamente. La observación visual de la vegetación, el agua y las tomas de agua son cruciales para asegurar el rendimiento. Algunas organizaciones utilizan listas de verificación para agilizar el proceso de inspección visual.
Existen diferentes métodos para determinar si un drenaje sostenible necesita mantenimiento. Los drenajes sostenibles son evaluadas para cumplir con un nivel específico de infiltración para determinar si se requiere mantenimiento. Se utiliza un indicador de nivel para medir la tasa de infiltración. Las pruebas de química del suelo también se requieren para determinar si el suelo tiene un cierto nivel fuera de cualquier contaminante. El fósforo y los altos niveles de salinidad en el suelo son dos contaminantes comunes que deben ser atendidos. El análisis de la concentración de contaminantes de entrada y salida es también otra forma de determinar el nivel de rendimiento de los drenajes sostenibles.
El mantenimiento puede abarcar hasta tres niveles diferentes de atención. El mantenimiento estético es necesario para eliminar las malezas que afectan el rendimiento de las otras plantas y del propio drenaje sostenible, limpiar y eliminar la basura, y mantener el aspecto de la vegetación. La restauración parcial es necesaria cuando la entrada está bloqueada por sedimentos o cuando la vegetación necesita ser reemplazada. Se requiere una restauración completa cuando los drenajes sostenibles ya no filtran adecuadamente los contaminantes y el rendimiento general es muy deficiente.

## Diseño
Los drenajes sostenibles experimentan períodos cortos y potencialmente intensos de lluvia, inundaciones y carga de contaminantes, seguidos de temporadas secas. Es importante tener en cuenta cómo crecerá la vegetación seleccionada para los drenajes sostenibles y entender qué tipos de plantas se consideran las más adecuadas.
Existen cuatro tipos de biovallas que se pueden construir en función de las necesidades del lugar.
- Los drenajes sostenibles de pastos bajos utilizan pastos de crecimiento bajo que pueden ser paisajísticos, similares al césped. Estos tipos de biovallas tienden a ser menos efectivos que los drenajes sostenibles con vegetación en el tratamiento de la escorrentía de aguas pluviales y en el mantenimiento de un tiempo de recolección adecuado.
- Los drenajes sostenibles vegetales se crean con plantas de crecimiento más alto, vegetaciones ornamentales, arbustos e incluso árboles. Estos tipos también se pueden revestir con rocas para disminuir la velocidad de la escorrentía de aguas pluviales que está fluyendo a través de los drenajes sostenibles para aumentar el tiempo de recolección para la descontaminación. Las drenajes sostenibles vegetales también pueden incluir vegetación que es altamente útil para remover ciertos químicos en las escorrentías de manera muy eficiente.
- Los drenajes sostenibles de bajo consumo de agua son útiles en áreas que tienden a ser más secas con un clima más cálido. Los drenajes sostenibles Xeriscape están pobladas con escorrentía generalmente solo después de lluvias y tormentas y permanecen secas por lo demás.
- Los drenajes sostenibles húmedas son similares a los humedales en los que retienen agua durante un período de tiempo mucho más largo que permite la infiltración de aguas pluviales en lugar de simplemente vaciar el agua al final del drenaje sostenible en las tomas de drenaje pluvial.

Los drenajes sostenibles requieren una cierta composición del suelo que no contenga más de un 5% de arcilla. El suelo en sí antes de la aplicación no debe estar contaminado. Los drenajes sostenibles deben construirse con una pendiente longitudinal para permitir que los sedimentos se asienten. La pendiente máxima de los drenajes sostenibles es de 3:1. Se requiere una autorización mínima para garantizar que no se dañe otra infraestructura. El desagüe de sobrellenado debe estar ubicado por lo menos a 6 pulgadas sobre el nivel del suelo para permitir una concentración máxima del tiempo de escorrentía de las aguas pluviales en los drenajes sostenibles. Las rocas también pueden usarse para disminuir la velocidad de escorrentía. El uso de filtros es importante para evitar que las entradas se bloqueen por sedimentos o basura.

## Ejemplos
Dos primeros ejemplos de drenajes sostenibles diseñadas científicamente para aplicaciones a gran escala se encuentran en el oeste de los Estados Unidos. En 1996 para el Willamette River Park en Portland, Oregon, se diseñó e instaló un total de 2330 pies(710.18 metros) lineales de drenaje sostenible para capturar y prevenir la escorrentía contaminante que entra al Río Willamette. Se instalaron diques de contención intermitentes para facilitar aún más la captura de sedimentos, lo que redujo en un 50% los sólidos suspendidos que ingresaban al sistema fluvial.
Un segundo ejemplo de un drenaje sostenible diseñado a gran escala se encuentra en el Carneros Business Park, Condado de Sonoma, California. A partir de 1997, el equipo de diseño del proyecto trabajó con el Departamento de Pesca y Caza de California y el Condado de Sonoma para producir un diseño detallado para canalizar la escorrentía superficial en el perímetro de un área de estacionamiento grande. La escorrentía superficial consiste en la escorrentía de los techos de los edificios, la escorrentía de los estacionamientos y la escorrentía terrestre desde las propiedades hacia el norte del sitio del proyecto. Se diseñó un total de dos millas(3.21 km) lineales de drenaje sostenible dentro del proyecto. El propósito del drenaje sostenible era minimizar los contaminantes de escorrentía que ingresaban a Sonoma Creek. El canal del drenaje sostenible está cubierto de hierba y tiene una forma casi lineal. El gradiente de pendiente descendente es de aproximadamente 4% y el gradiente de pendiente transversal es de aproximadamente 6%.
Un proyecto relativamente reciente establecido fue el proyecto Seattle, Washington Street Edge Alternatives(SEA), terminado en 2001. En lugar de usar tuberías tradicionales, el objetivo de SEA era crear un paisaje natural que representara cómo era el área antes del desarrollo. La calle era 11% más permeable que una calle estándar y se caracterizaba por árboles de hoja perenne y drenajes sostenibles. Los drenajes sostenibles fueron plantadas en laderas escalonadas con plantas de humedales y de tierras altas. Otras actividades de paisajismo también se centraron en plantas nativas y amigables con el salmón. La SEA proporcionó un fuerte beneficio para la mitigación de la escorrentía de aguas pluviales que ayudó a continuar protegiendo la ecología del arroyo de Seattle. La calle del proyecto también creó un sitio más atractivo y estéticamente agradable en lugar de un paisaje duro.